# جان پوتر
جان پوتر (انگلیسی: Jon Potter؛ زادهٔ ۱۹ نوامبر ۱۹۶۳) بازیکن هاکی روی چمن اهل بریتانیا است.
وی در مسابقات کشوری و بین‌المللی در مجموع برندهٔ ۱ مدال طلا، ۱ مدال نقره، ۱ مدال برنز شده‌است.